# Trampled Under Foot

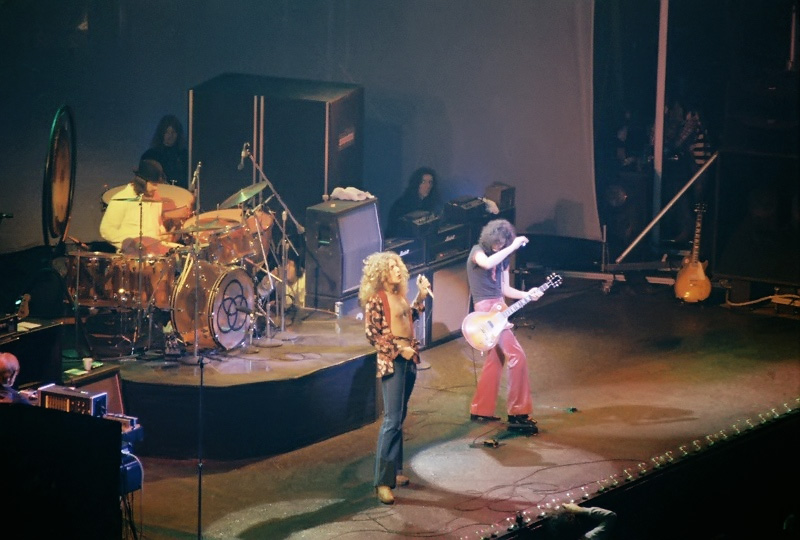
Led Zeppelin (1975)

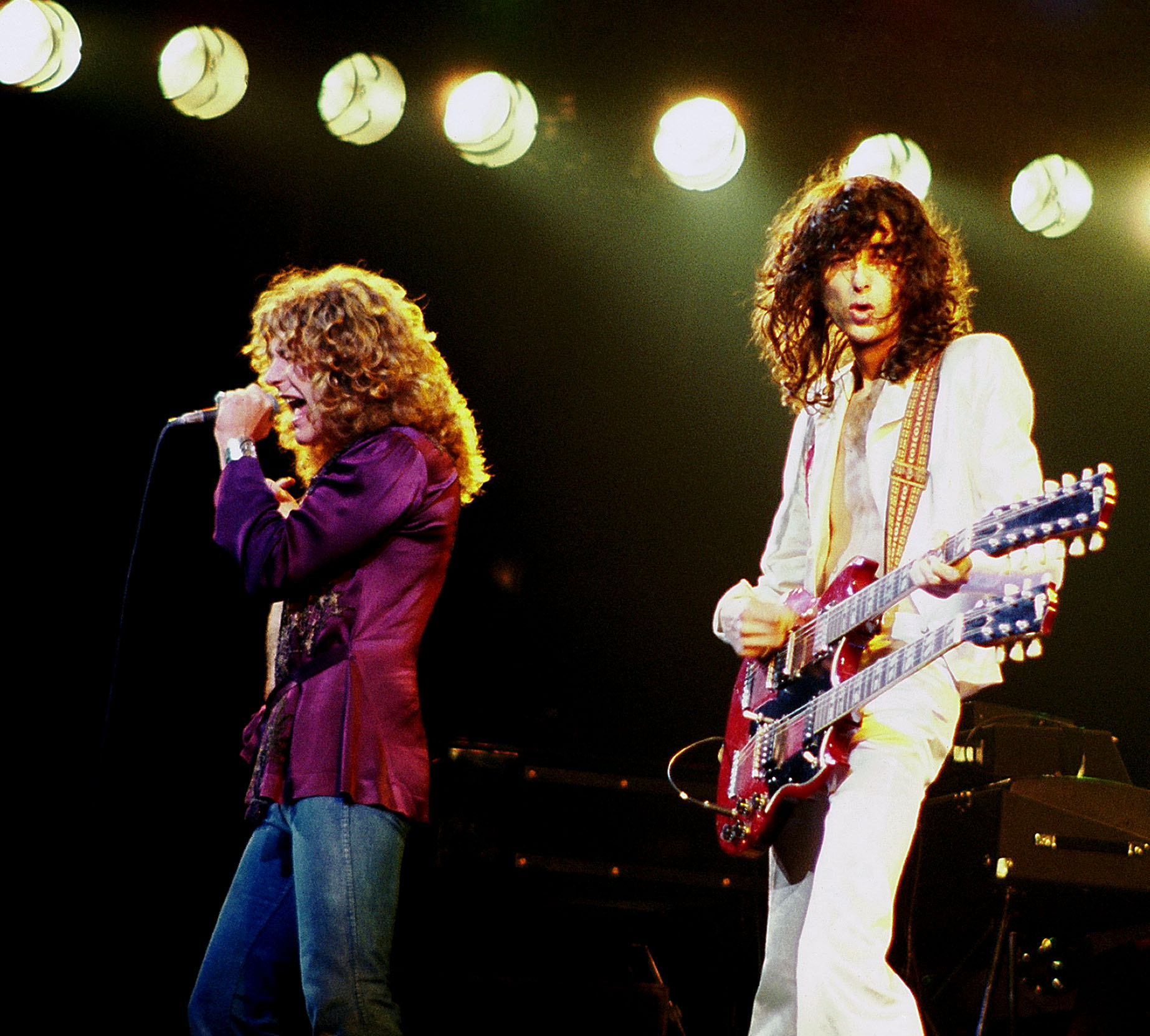
Robert Plant und Jimmy Page

Trampled Under Foot ist ein Lied der britischen Rockband Led Zeppelin. Das von Funk beeinflusste Stück, bei dem John Paul Jones Clavinet spielt. Das Lied erschien zunächst als Teil des Studioalbums Physical Graffiti sowie als Single am 30. März 1975.

## Liedtext
Der Text wurde von dem Lied Terraplane Blues des Blues-Musikers Robert Johnson aus dem Jahr 1936 inspiriert. Ein Terraplane war ein klassisches Auto, und das Lied verwendet Autoteile als Metaphern für Sex – "pump your gas", "rev all night" usw. Die Themen der Lieder unterscheiden sich – Terraplane Blues handelt von Untreue, Trampled Under Foot von Sex.

## Komposition und Aufnahme
Der Song entstand bei einer Jamsession im Jahr 1972 und wurde von Robert Plant, Jimmy Page und John Paul Jones komponiert. Es wurde viel geprobt, um das unerbittliche Semi-Funk-Riff zu perfektionieren, das den Song dominiert. John Paul Jones hat Stevie Wonder die Inspiration für den Beat zugeschrieben (Superstition, 1972), den er auf einem Clavinet spielte. Page spielte durch ein Wah-Wah-Pedal und setzte als Produzent bei der Aufnahme ein Rückwärts-Echo ein.

## Liveauftritte und andere Versionen
Trampled Under Foot wurde ab 1975 zum Standard bei Led-Zeppelin-Konzerten und wurde bis 1980 auf jeder Tournee gespielt. 2012 wurde der Song bei der Eröffnungsfeier der Olympischen Spiele 2012 in London als Teil einer ausgewählten Playlist gespielt.

## Chartplatzierungen
Trampled Under Foot erreichte in den Vereinigten Staaten Rang 38 der Billboard Hot 100 und platzierte sich sieben Wochen in den Charts. Das Lied wurde zum neunten Charthit für Led Zeppelin in den Vereinigten Staaten.
| ChartsChartplatzierungen       | Höchstplatzierung | Wochen |
| ------------------------------ | ----------------- | ------ |
| Vereinigte Staaten (Billboard) | 38 (7 Wo.)        | 7      |